# Хайнсфарт
Хайнсфарт (нем. Hainsfarth) — община в Германии, в земле Бавария.
С начала XIII века до 1941 года Хайнсфарт был домом довольно крупного еврейского сообщества, доходящего до 40 процентов населения города в 1810 году. С 1710 по 1938 год в коммуне также функционировала синагога, впоследствии частично уничтоженная нацистами и отстроенная заново в 1996 году. В коммуне также было еврейское кладбище, осквернённое в эпоху нацистов и затем также восстановленное.
Подчиняется административному округу Швабия. Входит в состав района Донау-Рис. Население составляет 1441 человек (на 31 декабря 2010 года). Занимает площадь 17,55 км².

## География

Местонахождение коммуны Хайнсфарт в районе Донау-Рис

Хайнсфарт находится в области планирования Аугсбурга. В коммуне есть следующие деревни: Ворнфельд (26 жителей), Хефехоф (2 жителя), Кройцхоф (5 жителей), Аумюле (7), Фюрфелльмюле (3), Хазенмюле (5 жителей), Цигельхютте (6 жителей), Банпостен (2) и Лепрозенхаус.
Есть следующие коммунальные районы: Хайнсфарт и Штайнхарт (нем. Steinhart).

## Население
| Год  | Численность | Численность  |
| ---- | ----------- | ------------ |
| 1875 | 1058        | [ 6 ]        |
| 1925 | 941         | [ 7 ]        |
| 1950 | 1248        | [ 8 ]        |
| 1970 | 1466        | [ 9 ]        |
| 1975 | 1252        | [ 10 ]       |
| 1987 | 1443        | [ 11 ]       |
| 2011 | 1465        | [ 12 ]       |
| 2012 | 1453        | [ 12 ]       |
| 2013 | 1441        | [ 12 ]       |
| 2014 | 1440        | [ 12 ]       |
| 2015 | 1419        | [ 12 ]       |
| 2016 | 1447        | [ 12 ]       |
| 2017 | 1424        | [ 12 ] [ 1 ] |
| 2019 | 1417        | [ 13 ]       |
| 2021 | 1434        | [ 14 ]       |
| 2022 | 1435        | [ 15 ]       |
| 2023 | 1464        | [ 2 ]        |

## Флаг и герб
Бывшие флаг и герб коммуны должны были быть заменены новым флагом и гербом с другими цветами. В ходе подготовки к 1200-летнему юбилею Хайнсфарта в 2005 году было установлено, что бывший мэр, который в 1993 году приобрёл флаг, не принял утверждённый герб и флаг. Белый и синий цвета на флаге в Баварии зарезервированы для Свободного государства, а герб нарушил геральдические правила. В 2011 году было решено, что новый флаг будет состоять из трех полос (голубого, белого и синего цветов), был создан новый герб белого, чёрного и жёлтого цветов.

## Еврейское сообщество

### История
Старейшие записи о еврейской истории Хайнсфарта восходят к 1434 году, когда было описано захоронение евреев из деревни на еврейском кладбище в Нёрдлингене. К 1480 году упоминаются четыре еврейские семьи, живущие в коммуне. В конце XVI века, это число упало до трёх еврейских граждан, проживающих в деревне, но вскоре оно снова поднялось на семь-десять домашних хозяйств. В 1741 году в Хайнсфарт из Пфальц-Нойбурга прибыли проживавшие в последнем евреи, так как из княжества они были изгнаны.
Еврейское сообщество Хайнсфарта не имело своего раввина, однако было под присмотром раввинов Эттингена и Швабаха, к концу XIX века в основном последнего. Сообщество было сосредоточено вдоль улицы Judengasse (ныне — Jurastraße).
По состоянию на 1810 год в коммуне насчитывалось 1142 человека, из которых евреями были 452, то есть почти 40 %. После этого число евреев в Хайнсфарте неуклонно снижалось. В 1871 году, когда Бавария стала частью Германской империи, в коммуне было 232 еврея, однако к 1910 году их стало всего 91.
Несмотря на снижение числа, у еврейского сообщества Хайнсфарта была синагога, еврейское кладбище, ритуальные бани и религиозные школы с учителем, работающим на полную ставку.
Во время Первой мировой войны сообщество потеряло трёх своих членов. Они были убиты в бою, во время службы в германской армии, и их имена сохранились на местном военном мемориале по погибшим в двух мировых войнах.
Когда в 1933 году к власти пришли нацисты, Хайнсфарт насчитывал 33 еврея. Некоторые из них уехали или эмигрировали, спасаясь растущего антисемитизма, однако в 1939 году в коммуне ещё было 24 еврея, но их число снизилось до одиннадцати к 1941 году. 10 августа 1942 года Гестапо депортировало последних евреев коммуны в Терезиенштадт, некоторые были отвезены в Пяски. Ещё трое евреев, возможно, сохранились в поселке до 1943 года в качестве рабов на местных карьерах, но и они в конечном итоге были депортированы. В Яд ва-Шем записано по крайней мере 50 евреев из Хайнсфарта, убитых в нацистскую эпоху. После Второй мировой войны еврейская община не была восстановлена, так как не было евреев, вернувшихся в село.

### Синагога
Первоначально община имела только молитвенную комнату в одном из еврейских домов, однако ещё до Тридцатилетней войны был основан Freihaus, где сообщество могло встретиться для религиозных служб. В 1710 году на земле, принадлежащей одному из еврейских жителей, была построена синагога. К 1857 году это здание стало настолько заброшенным, что потребовалось построить новое. Новая синагога была открыта 24 августа 1860 года и предоставила место для молитв 102 мужчинам и 108 женщинам.
Синагога служила до 1938 года, но была осквернена в ходе Хрустальной ночи. После Второй мировой войны синагога была конфискована американскими военными и передана еврейской организации «Преемник реституции» (JSRO), которая продала школу в 1952 году. Бывшая синагога стала спортивным залом, сначала в собственности коммуны, а позже — протестантской церкви. Какое-то время были планы превратить здание в церкви, однако это не было сделано. В 1978 году оно было выкуплено коммуной и появились первые планы по восстановлению синагоги. С помощью государственных властей Баварии здание был сохранено, отремонтировано и вновь открыто в 1996 году. В настоящее время синагога служит главным образом в качестве места проведения культурно-массовых мероприятий, но открыта и для посетителей.

### Кладбище

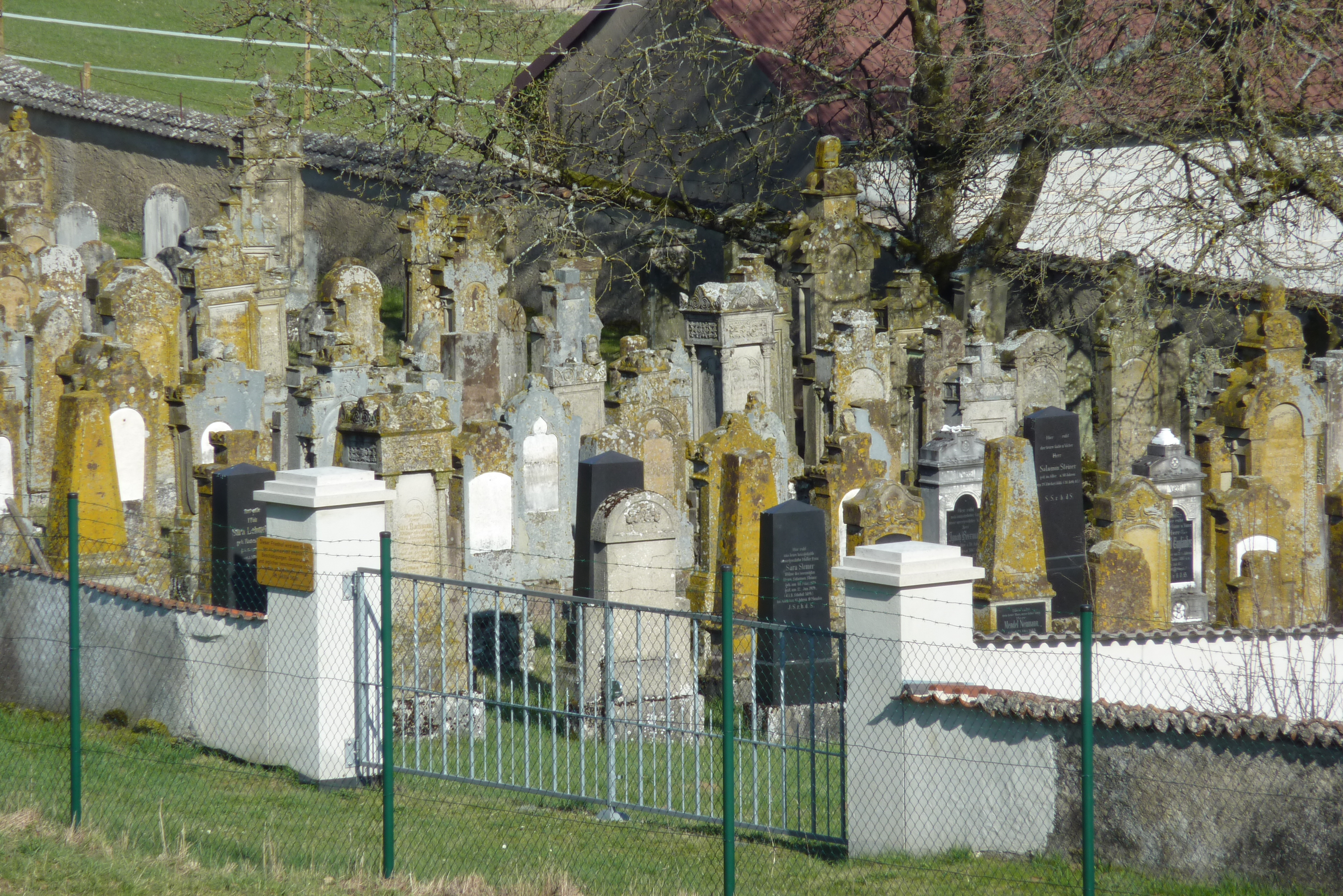
Еврейское кладбище коммуны в 2010 году

Первоначально еврейская община Хайнсфарта хоронила умерших на еврейском кладбище в Валлерштайне. В 1836 году община начала рассматривать открытие собственного кладбища в связи с эпидемией холеры в регионе, приведшей к временному запрету на транспортировку трупов. В 1849 году община приобрела участок земли и в 1850 году было предоставлено право сделать его кладбищем. В общей сложности, на кладбище похоронены 291 евреев.

В 1938 году кладбище было осквернено, как и синагоги, а могильные плиты и здания были частично разрушены. Территория кладбища была продана в 1943 году, однако была конфискована американскими военными в 1945 году. Она была передана JSRO и была выполнена реконструкция, частично оплаченная коммуной. Сейчас кладбище находится в частной собственности с условием ухода о нём.

## Политика
Главой коммуны является Франц Боденмюллер, ранее эту должность занимала Урсула Зеефрид. Муниципальный совет состоит из 12 человек:
- Свободные избиратели (7 мест)
- Объединённая группа избирателей[нем.] (3 места)
- Свободные избиратели Хайнсфарта (2 места)